# Palazzo Fratini
Palazzo Fratini è un edificio storico-civile che si trova nella piazzetta principale di Castelmuzio, nel comune di Trequanda, nella provincia di Siena.
Antica casa-torre di recente ristrutturazione, era un tempo sede del giudice, mentre da qualche anno ha assunto la struttura di ostello e ristorante.
È probabilmente la torre di questo palazzo che dà nome al borgo, poiché nelle carte dell'archivio di Stato di Siena, risalenti alla prima metà del XIII secolo, viene citato con il nome di Castel Mozzo, termine suggerito dall'aspetto esterno del paese in cui si distingue la torre guardia del palazzo.